# Александар Илиев
Александар Илиев (буг. Александър Илиев), рођен 1956. у Софији је бугарски пантомимичар, управник и оснивач позоришта, антрополог и професор.
Аутор је више књига о пантомими а допринео је његовом развитку текстовима, документарцима, снимљеним прилозима и предавањима које је одржао по свету. Стварао је сопствена дела а његова књига „О теорији мимике” преведена је на енглески језик. Илиев држи Гинисов рекорд за наступ пантомиме на највишој надморској висини (на Хималајима, у близини Евереста) али и за најдуже извођење самосталне пантомимичарске представе.